# Анолис-рыцарь
Анолис-рыцарь (лат. Anolis equestris) — один из видов анолисов.

## Описание
Анолис-рыцарь — наиболее крупный представитель рода. Взрослые самцы достигают в длину до 50 см, при этом около двух третей общей длины приходится на хвост. Окраска верхней стороны тела зеленая или буро-желтая с двумя желтоватыми полосами, идущими от основания передних конечностей. У не размножающихся анолисов горловой мешок окрашен в зеленоватый цвет, у половозрелых — в ярко-розовый. По верхней части шеи, спины и хвоста проходит невысокий гребень из заостренных чешуй. Анолисы могут изменять окраску в зависимости от условий окружающей среды и физиологического состояния.
Родина этого анолиса — Куба, однако, вид был успешно интродуцирован в штате Флорида и некоторых других южных штатах США, известны попытки переселения на Гавайи. Обитает в теплых и влажных местах, часто в не пропускающих свет высокоствольных тропических лесах. Ведет древесный образ жизни, на землю спускается лишь изредка.
Питается крупными насекомыми, пауками и другими беспозвоночными. Может охотится и на небольших позвоночных, таких как более мелкие анолисы, гекконы, птенцы, мелкие грызуны, древесные лягушки).
Самцы крупнее самок, имеют горловой мешок, территориальны и очень агрессивны по отношению к другим самцам. Самки откладывают яйца на земле. В кладке 10-20 яиц, инкубационный период — 8-10 недель.
Живут анолисы-рыцари до 6 лет, в неволе — дольше.
Вид часто содержат в террариумах. При создании подходящих условий анолис-рыцарь успешно размножается в неволе.